# Camera di commercio di Carrara
La Camera di commercio è situata in piazza 2 giugno, 16 a Carrara.

## Storia
Alla metà degli anni cinquanta la Camera di commercio di Carrara bandisce un concorso nazionale per la costruzione della nuova sede: il bando prevede, oltre a determinati requisiti volumetrici e funzionali, anche una dimostrazione programmatica delle possibilità d'impiego del marmo.
Vincitore del concorso di primo grado risulta il progetto di Carlo Aymonino. La giuria, composta tra gli altri da Giuseppe Samonà, decide di istituire un secondo grado per meglio definire alcune soluzioni non ritenute completamente soddisfacenti: vincitore risulta ancora, nel 1956, il progetto del gruppo di Aymonino, allora appena trentenne.
Un primo esecutivo viene approvato dall'amministrazione comunale il 20 marzo 1957 e successivamente inviato al Ministero dei lavori pubblici che impone alcune variazioni. Il progetto definitivo redatto da Aymonino (20 dicembre 1957) si differenzia dal precedente per la diversa articolazione di alcuni spazi (la sala contrattazioni è quadrata anziché rettangolare, il corpo degli uffici presenta una variata distribuzione dei vani e le scale sono dislocate diversamente), per la soluzione della copertura e per l'eliminazione di due volumi a un piano addossati sul fronte verso la piazza e verso il giardino. Gli esecutivi della grande scala elicoidale vengono definiti nel maggio del 1958 e quelli del paramento lapideo e dei particolari costruttivi tra il marzo del 1958 e il 1960; gli esecutivi dell'arredo in legno nel gennaio del 1961. L'edificio è ufficialmente inaugurato nell'estate del 1961.

## Descrizione
L'edificio è situato nel centro storico di Carrara, in un lotto irregolare delimitato a sud dalla via Garibaldi, uno degli assi principale di collegamento del sistema viario cittadino, a ovest da via Aronte e a est dalla piazza 2 giugno, vero e proprio centro civico sulla quale si affacciano il palazzo comunale, edificato successivamente, e una serie di edifici (tutti del dopoguerra e tra i cinque ed i sei piani) destinati in prevalenza ad attività commerciali e terziario. A nord il lotto è delimitato da una porzione a verde a notevole pendenza, attraversata da una percorso pedonale che mette in collegamento la piazza con la sottostante via Rosselli. L'edificio della Camera di commercio, che assieme a quello del Comune costituisce una rilevante emergenza grazie al raffinato paramento marmoreo, si affaccia in parte sulle vie cittadine e in parte su due giardinetti interni, delimitati da muro di cinta: quello su via Garibaldi - dal disegno più geometrico con aiuole circolari e quadrate e assi pedonali in marmo, utilizzato come spazio espositivo dei prodotti artigianali - e quello su via Aronte, un'ampia superficie a prato con alcune alberature ad alto fusto: in quest'ultimo è situata l'abitazione del custode, puro parallelepipedo a pianta quadrata con copertura piana e quattro vani all'interno.

### Esterno
L'edificio presenta una planimetria articolata con impianto ad "L" e una volumetria compatta risultante dalla combinazione di due diversi corpi, collegati dal volume, trasparente ed emergente, del vano scala: il primo nucleo, il cui fronte principale definisce la piazza due giugno, ha pianta rettangolare sviluppata su quattro piani fuori terra; il secondo ha pianta quadrata e 2 piani fuori terra. Questi due corpi sono tuttavia percepiti come un 'unicum', sia dal punto di vista volumetrico - data la diversa altezza dei vani interni, la linea di gronda è la medesima e è enfatizzata dal segno orizzontale del parapetto in rame - sia dal punto di vista materico. I fronti sono infatti scanditi modularmente dal sapiente disegno del paramento marmoreo che differenzia elementi strutturali e tamponamenti: i pilastri e i solai sono rivestiti in granito rosso, le murature in lastre rettangolari di marmo bianco. In questa griglia geometrica si inseriscono le ampie campiture trasparenti delle finestre, anch'esse scandite modularmente dal disegno degli infissi in alluminio, impreziosite in alcuni casi dai davanzali in alluminio fuso (opera dello scultore Miguel Ortiz Berrocal). Nella rigorosa griglia della facciata si inseriscono alcune calibrate variabili: le murature del piano terra del corpo sulla piazza (il muro, lievemente arretrato, è rivestito in marmo grigio), dei tre accessi (quello principale sulla piazza e i due laterali), segnalati anch'essi dal colore grigio del paramento, e infine dei pannelli azzurri posti a caratterizzare esternamente la scala e una porzione del piano terra.

### Interno
Dal fronte principale sulla piazza si accede direttamente all'atrio centrale, dominato dal dinamico plasticismo del centrale scalone d'onore elicoidale, caratterizzato da un ardito telaio metallico di colore marrone sul quale si innestano le pedate in marmo bianco statuario: il movimento a spirale della scala è sottolineato dal disegno a motivi circolari del pavimento (marmi giallo Siena, rosso Francia, Nuvolato apuano e nero Belgio) e da un elemento plastico semicircolare, sempre in marmo bianco, da esso emergente che ne conclude la spinta dinamica.
Da tale atrio si accede direttamente al salone del registro, alla sala rossa e ai locali di servizio; agli angoli opposti all'entrata sono situati i due corpi scala, quello a nord di servizio e quello a sud d'accesso. A fianco della scala principale è situato il corpo degli ascensori, il cui fronte è caratterizzato su tutti i piani da campiture cromatiche definite da ricorsi metallici neri di chiara derivazione De Stijl. Al piano primo il corpo prospiciente la piazza ospita la sala riunione, alla quale si accede direttamente dall'atrio, e gli uffici, attestati attorno all'asse centrale del corridoio; ai piani superiori la distribuzione rimane la medesima - spazi di rappresentanza adiacenti alla hall, uffici nell'ala sud est - con la variante della presenza della grande sala del consiglio al piano secondo, interamente finestrata.

## Fortuna critica
L'opera si impone, sin dalla fase del concorso, all'attenzione della critica sia per la giovane età dei progettisti sia per l'ardito connubio tra tettonica e rivestimento lapideo e suscita pressoché incondizionatamente giudizi positivi, culminanti nel conferimento, nel 1962, del premio In/Arch. Nel presentare il progetto sulle pagine de L'Architettura, Samonà (1961) ne loda la chiarezza distributiva e il superamento del puro schema funzionale in virtù del serrato impegno culturale dei componenti del gruppo, con scelte e soluzioni più o meno perfette, trovando invece meno convincente il nodo degli collegamenti verticali, seppur felicissimo come sistema di integrazione tra i due volumi.
La critica più recente non fa che sottolineare il notevole equilibrio tra articolazione volumetrica e rivestimento lapideo: per Polano (1991), Aymonino presenta un uso pertinente del materiale inserendolo entro la maglia strutturale così da accentuarne il valore di prezioso rivestimento superficiale; per Giorgieri (1989) la costruzione, pur nella voluta semplicità linguistica, si caratterizza per l'accurato studio dei dettagli e dei particolari costruttivi. Per Conforti (1980) in quest'opera Aymonino si serve con spregiudicatezza della lezione miesiana, integrata dalle esperienze neoplastiche, filtrate attraverso l'esperimento neorealista, facendo della preziosità dell'involucro e della dilatazione del dettaglio architettonico il tema del progetto.